# 備忘意見書
備忘意見書（英語：Memorandum opinion），法律術語，源自英美習慣法，是法律意見書的一種。一般來說，它的內容通常比較簡短，主要的用途是為了在特殊案例中，讓法官作為宣判前的準備之用。因此，備忘意見書不會成為判決先例、具備說服力的先例（Persuasive precedent）、或具備拘束力的先例（Binding precedent）。